# Microscopio ottico

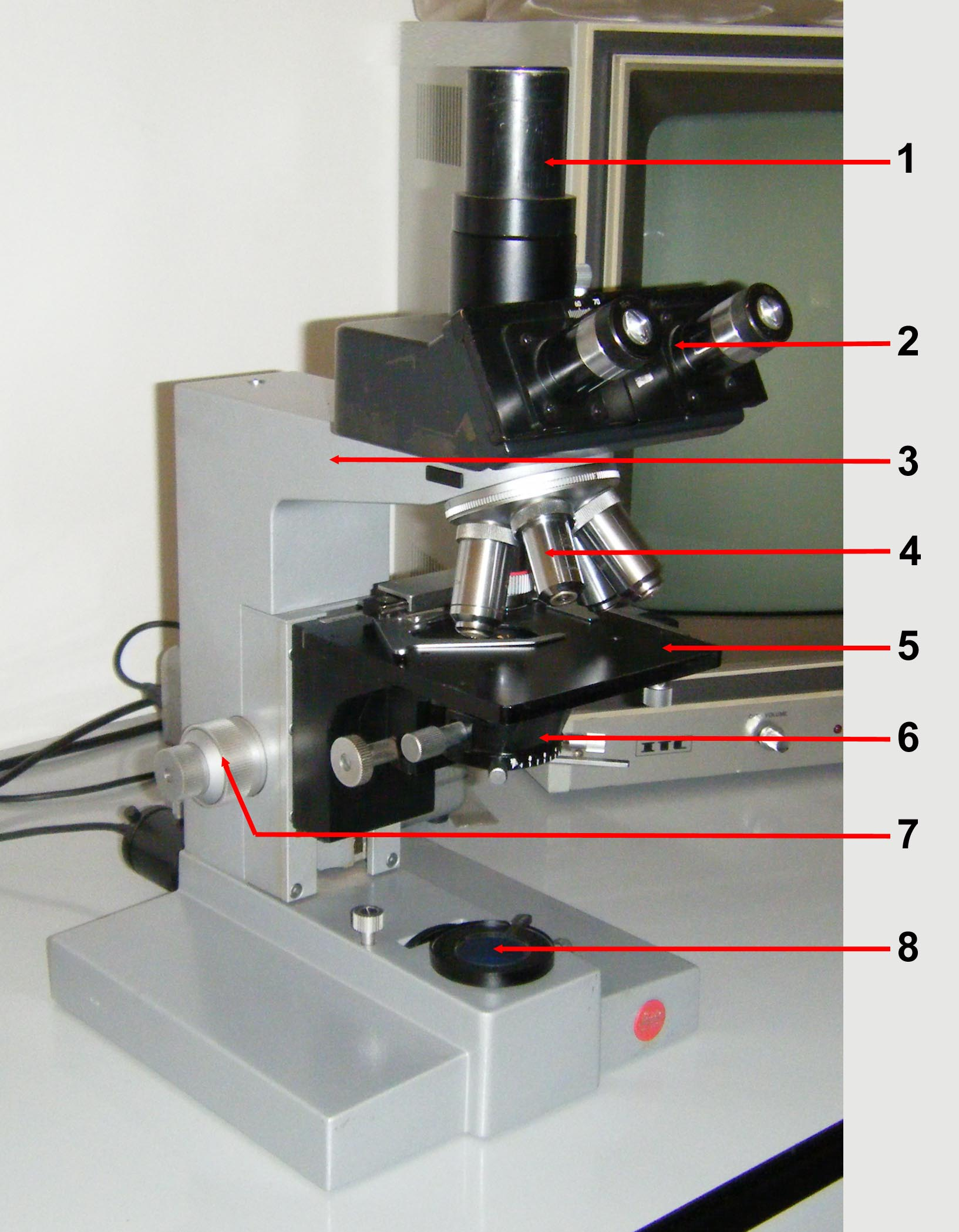
Un modello base di microscopio ottico composto di marca Leitz, ora Leica. Design industriale anni sessanta ma struttura concettualmente moderna. La messa a fuoco avviene variando la distanza preparato/obiettivo muovendo il preparato. Illuminatore incorporato nello strumento. Questo è uno dei microscopi più semplici ed economici.
1 - tubo verticale per fotografia;
2 - oculare;
3 - stativo;
4 - revolver porta obbiettivi;
5 - tavolino portaoggetti;
6 - condensatore;
7 - manopole di messa a fuoco;
8 - sorgente di luce.

Il microscopio ottico è un tipo di microscopio che sfrutta la luce con lunghezza d'onda dal vicino infrarosso all'ultravioletto, coprendo tutto lo spettro visibile. I microscopi ottici sono storicamente quelli più vecchi e sono anche tra i più semplici.
Il microscopio ottico a scansione in campo prossimo (SNOM) è un microscopio a scansione di sonda che consente di superare il limite risolutivo legato alla diffrazione (circa 0,2 μm con luce visibile).

## Storia
I primi esempi di ingrandimento ottico risalgono o alle civiltà mesopotamiche. Nel 1648 Antoni van Leeuwenhoek osservò e descrisse numerosi microorganismi, utilizzando un microscopio semplice, inizialmente dotato di pochi ingrandimenti e poi perfezionato fino a raggiungerne alcune centinaia (275 accertati, 500 ipotizzati). Nel 1665 Robert Hooke, utilizzando una forma molto rudimentale di microscopio ottico composto, con un limitato potere di ingrandimento ed osservando il sughero vide e descrisse per la prima volta la struttura cellulare propria di tutti i viventi. Nell'Ottocento il microscopio ottico venne anche usato in campo metallurgico, militare e per il controllo dei metalli. Un esempio può essere quello costruito da Andrew Pritchard per la Royal Arsenal. Si considerano nella classe dei microscopi ottici anche strumenti affini, come i microscopi nell'ultravioletto, che benché sfruttino frequenze non visibili, hanno principi e tecnologie simili.

## Microscopi ottici e affini

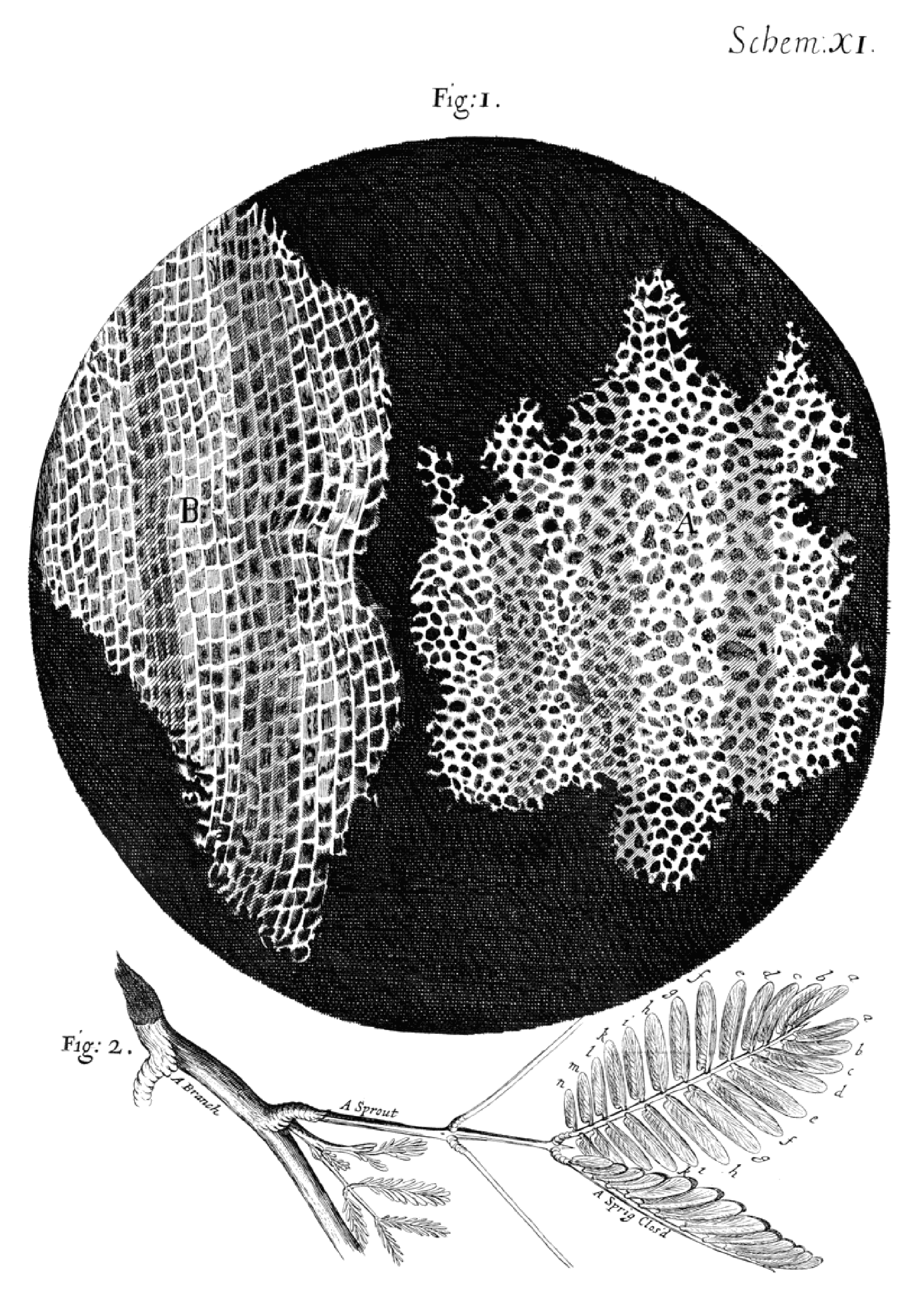
Disegno dell'ingrandimento del sughero osservato da Robert Hooke nel 1665 con un rudimentale microscopio ottico composto

Il microscopio ottico (LM) tradizionale (LM acronimo di (EN)  light microscope) è il più semplice. Per mezzo di lenti ingrandisce l'immagine del campione, illuminato con luce nell'intervallo spettrale del visibile.
Può essere semplice (un solo sistema di lenti o addirittura una sola lente) o composto (almeno due sistemi, obiettivo e oculare), e l'illuminazione può raggiungere il campione da dietro, attraversandolo (luce trasmessa), o esserne riflessa (luce riflessa). 
Il microscopio ottico permette di avere buone immagini di soggetti con dimensione tra circa 1 millimetro e 1 micrometro, anche di esseri viventi.  Si considerano nella classe dei microscopi ottici anche strumenti affini, come i microscopi a luce ultravioletta, che benché sfruttino frequenze invisibili dal occhio umano, hanno principi e tecnologie simili.

### Microscopi monoculari e bi-oculari
Ogni microscopio a visione diretta ha solitamente un singolo obiettivo, ma può essere fornito di un singolo oculare di osservazione, oppure di un sistema per la visione bi-oculare, con entrambi gli occhi. I modelli monoculari permettono uno schema costruttivo più semplice ed economico, e sono più indicati per i sistemi di registrazione delle immagini (fotografie). I sistemi bi-oculari, invece, permettono una visione più comoda, specie per lunghi periodi di osservazione, ma a scapito della semplicità costruttiva e dell'economicità, e con qualche perdita di luminosità. Ma il punto cruciale, però, è che non si tratta di una vera visione binoculare (come quella offerta da un binocolo), per la quale servono obbligatoriamente due obiettivi, oltre a due oculari, ma di una visione della stessa immagine monoculare (mono obiettivo) fatta con entrambi gli occhi; ed è una condizione piuttosto differente da quella di una vera visione binoculare. Per lo stesso motivo non è nemmeno corretto chiamarli strumenti stereoscopici, in quanto non lo sono. 
Costruttivamente, le teste bi-oculari, o multi-oculari, nel caso di ulteriori deviazioni a strumenti di ripresa e misura, vengono realizzate con sistemi ottici che prima suddividono l'unico fascio luminoso che arriva dall'unico obiettivo del microscopio, con un sistema di prismi triangolari incollati (generalmente), in due percorsi ottici che poi riportano sul piano focale dei due oculari, mediante un sistema di prismi di Porro o di Porro-Abbe. Il sistema induce ovviamente ulteriori aberrazioni, dovute in massima parte alle proprietà di dispersione ottica degli elementi prismatici. Queste aberrazioni devono essere dovutamente valutate, calcolate e compensate.
I sistemi bi-oculari si diffondono sempre più, grazie ai fenomeni di sommatoria bi-oculare, per cui la soglia di rilevamento di uno stimolo è più bassa con due occhi che con uno solo. Ci sono due effetti vantaggiosi nella sommatoria bi-oculare. In primo luogo, nel rilevare un segnale debole c'è un vantaggio statistico nell'utilizzare due rivelatori: matematicamente il vantaggio è uguale alla radice quadrata di 2, circa 1.41. In secondo luogo, quando alcune cellule della corteccia visiva primaria ricevono segnali da entrambi gli occhi contemporaneamente, le cellule mostrano l'agevolazione bi-oculare, un maggiore livello di attività rispetto alla somma delle due attività evocate separatamente da ciascun occhio. Il vantaggio d'usare due occhi con attività di rilevazione 1,41 è chiamato sommatoria neurale.
Fenomeni d'interazione bi-oculare, oltre alla sommatoria, possono inoltre influenzare a vicenda i due occhi in almeno tre modi:
- Diametro pupillare
- Sistemazione e convergenza
- Trasferimento endoculare.

Questi fenomeni spiegano in gran parte la spontanea preferenza nell'utilizzo dei sistemi bi-oculari, specie nell'uso prolungato.

### Microscopio semplice a luce trasmessa
Come nei primi esemplari di van Leeuwenhoek si tratta di una semplice lente o sistema di lenti (un doppietto frequentemente) con una serie di supporti per il campione ed un sistema elementare di spostamento dell'ottica per la messa a fuoco.

### Microscopio semplice a luce riflessa
Come il precedente, l'illuminazione in questo caso è frontale o laterale, il caso tipico è la lente contafili in uso in filatelia e nel controllo dei filati dell'industria tessile.

### Microscopio composto a luce trasmessa
È un microscopio che utilizza la luce trasmessa attraverso il campione da guardare. La luce proviene da una piccola lampadina incorporata o da una sorgente esterna, nel qual caso è indirizzata sul campione tramite uno specchio. Rappresenta il microscopio per antonomasia e viene utilizzato largamente in applicazioni didattiche, scientifiche, tecniche ed industriali in un intervallo di ingrandimenti compreso generalmente tra le decine ed il migliaio. Nei primi esemplari storici si utilizzava luce diurna o luce proveniente da una candela o lampada ad olio. Negli esemplari di uso corrente la sorgente più convenientemente utilizzata è una lampada alogena. Da notare che senza particolari accorgimenti in genere nei microscopi composti l'immagine osservata risulta invertita.

### Microscopio composto a luce riflessa

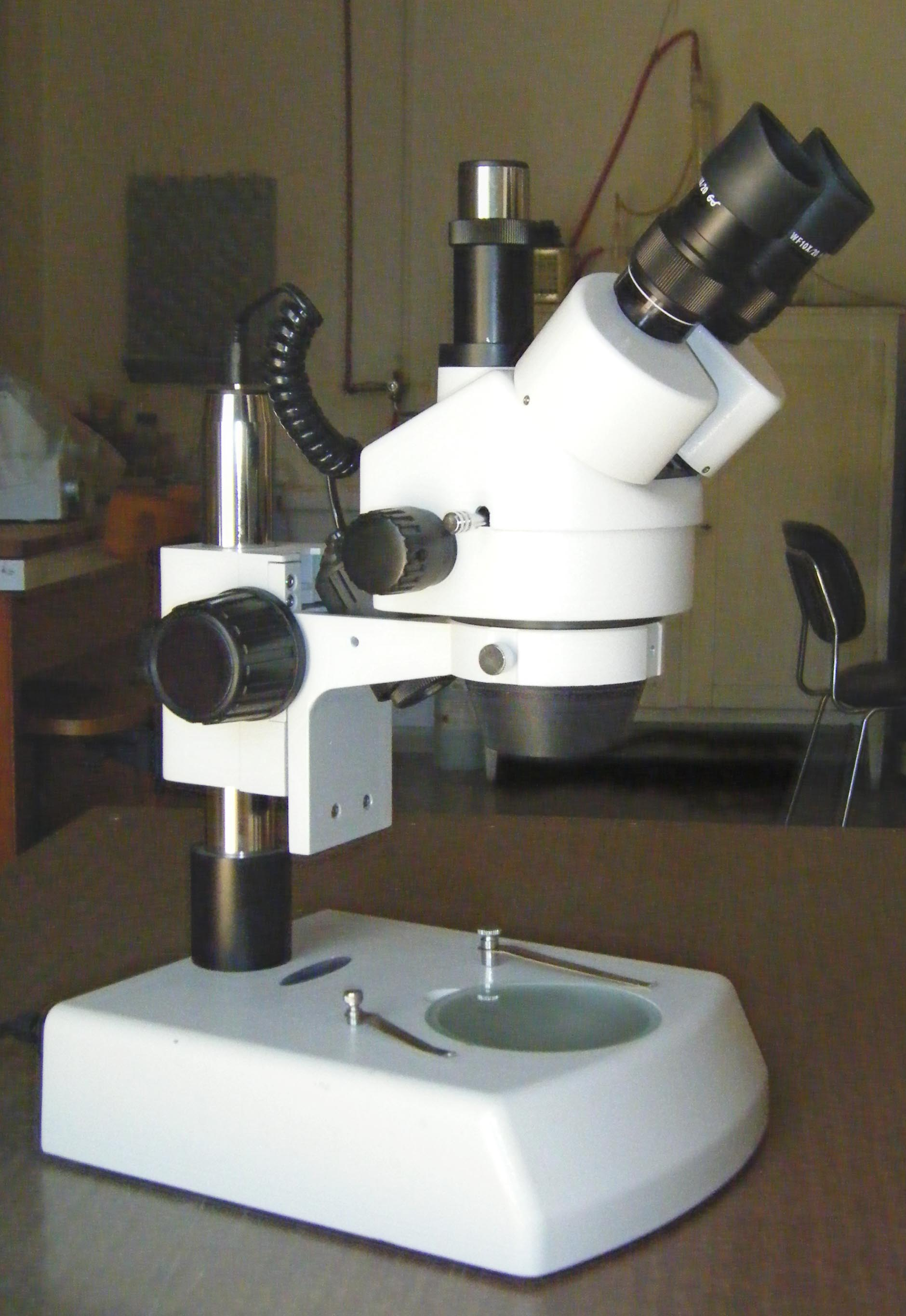
Stereomicroscopio a basso ingrandimento. Permette la visione stereoscopica del campione ed è usato per studi di Sistematica, per piccole dissezioni, per la conta delle colonie batteriche e per la preparazione dei pezzi da osservare poi con gli altri più potenti tipi di microscopio. Questo strumento è anche molto usato nelle indagini della Polizia scientifica.

Come il precedente, l'illuminazione in questo caso proviene dall'alto, tramite diversi sistemi. Focalizzazione della sorgente tramite specchi, sistemi a fibre ottiche, LED, epi-illuminazione (che sfrutta lo stesso obiettivo anche per illuminare il campione).

### Microscopio digitale
Un microscopio digitale (DM) è un microscopio che ha una fotocamera (CMOS) collegata invece di un oculare e visualizza l'immagine acquisita digitalmente su un monitor di grandi dimensioni. Oltre all'osservazione, può anche avere varie funzioni estese come la misurazione dimensionale, la registrazione di fermi immagine e immagini in movimento. È utilizzato in una vasta gamma di applicazioni, ricerca e sviluppo, tecnologia di produzione e garanzia di qualità di varie imprese private e agenzie governative con un ambiente di osservazione privo di stress e facilità di gestione.

### Stereomicroscopio
Lo Stereomicroscopio (Microscopio stereoscopico o Stereoscopio) è un microscopio particolare, che si avvale di due diversi e distinti microscopi composti (quindi di due obiettivi) a basso ingrandimento, e formanti tra loro un certo angolo di osservazione del campione. L'osservazione, che è particolarmente in luce riflessa, produce un'immagine tridimensionale come la visione diretta (veramente binoculare), eliminando qull'effetto di appiattimento tipico dei microscopi a mono obiettivo. In genere, sono dotati di un sistema di prismi ottici per il raddrizzamento totale dell'immagine, e quindi di una corretta manipolazione del campione, senza le consuete inversioni destra-sinistra, tipiche dei microscopi. Per questo motivo, vengono utilizzati nell'industria della micro-componentistica, nella dissezione, nella micro-chirurgia, e/o dove non servono ingrandimenti troppo forti (non oltre 20-40x), ma di una corretta visione binoculare diretta.

### Microscopio polarizzatore
Il microscopio polarizzatore sfrutta un fascio di luce polarizzata di dato orientamento che attraversa il corpo del preparato, posto su un tavolino rotante, per venire poi analizzato attraverso un secondo filtro polarizzatore, anch'esso orientabile e in genere posto sul piano posteriore dell'obiettivo. Questo tipo di microscopio è molto utilizzato in petrografia, cioè nello studio delle rocce e dei minerali che le compongono. La luce polarizzata è composta da onde che oscillano in un solo piano, detto piano di vibrazione o piano di polarizzazione. Il piano di polarizzazione è perpendicolare alla direzione di propagazione dell'onda stessa. In un raggio di luce normale (non polarizzato) le onde oscillano in tutti i possibili piani.

### Microscopio a contrasto di fase
È un tipo particolare di microscopio che lavora nel campo del visibile come il microscopio a luce trasmessa. Si basa sul fenomeno dell'interferenza luminosa.
Il preparato viene illuminato da un fascio luminoso che viene suddiviso a livello del condensatore in due porzioni di fase differente e con diverso angolo di incidenza. L'ulteriore cambiamento di fase dovuto alla porzione di luce che attraversa il campione, andandosi a ricombinare con la luce non rifratta renderà visibili componenti trasparenti, ma con indice di rifrazione differente da quello del mezzo. In campo biologico la maggior parte dei componenti cellulari è trasparente alla luce visibile, anche a causa dell'elevata presenza di acqua, tuttavia vediamo che le radiazioni luminose una volta oltrepassata una componente o un organello cellulare subiscono dei cambiamenti di fase che dipendono sia dallo spessore, sia dal diverso indice di rifrazione della struttura oltrepassata. Mediante il microscopio a contrasto di fase è possibile andare a determinare tali cambiamenti e convertirli in differenze di densità così da ottenere delle informazioni utili circa la composizione di cellule e tessuti analizzati. Questa tecnica di microscopia è molto utilizzata per osservare le cellule mantenute in vita in apposite colture in vitro; infatti tramite la microscopia a contrasto di fase si evita l'utilizzo di coloranti e fissativi che spesso comportano notevoli alterazioni strutturali, ottenendo così dei dati molto più reali di quella che è l'organizzazione cellulare. La tecnica in questione fu messa a punto dal fisico olandese Frederik Zernike (Frits Zernike) negli anni trenta e gli valse il Premio Nobel per la fisica nel 1953.

### Microscopio ad interferenza
Utilizza due treni di onde completamente separate che seguono due diversi percorsi ottici: uno attraversa il preparato che lo sfasa, indi si incontra con il secondo non sfasato, dando luogo a fenomeni di interferenza. Queste forniscono notizie utili, anche quantitative, sui componenti presenti nel campione. E le immagini che ne derivano sono immagini tridimensionali. Danno dei dati quantitativi perché la massa secca è direttamente proporzionale all'indice di rifrazione . 

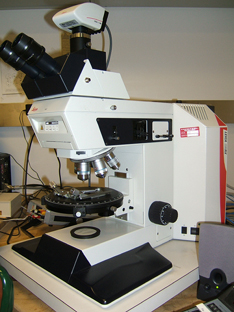
Microscopio Leica DMRX a luce incidente con componenti meccaniche e contatore automatico di punti Swift F per l'analisi della composizione organica di campioni di roccia e carbone

### Microscopio a contrasto interferenziale
Analogamente al microscopio a contrasto di fase, questo microscopio è utilizzato per osservare strutture trasparenti non altrimenti visibili in campo chiaro. Combina effetti di interferenza e di polarizzazione e fornisce immagini più contrastate e con un effetto di tipo tridimensionale. Questo metodo di contrasto è conosciuto anche con il nome di "DIC" (differential interference contrast). Una delle due tecnologie più utilizzate è la Nomarski, dal nome dell'inventore della configurazione ottica che si ritrova in diffusi microscopi odierni a contrasto interferenziale.

### Ultramicroscopio
L'ultramicroscopio ed il microscopio in campo oscuro sono microscopi ottici con un condensatore paraboloide con pareti a specchio, o comunque munito di uno schermo anulare che ferma i raggi che illuminerebbero direttamente il preparato. Vengono raccolti dall'obiettivo solo i raggi opportunamente deviati (rifratti) oppure diffratti. La diffrazione è il fenomeno fisico per cui, quando un oggetto è illuminato da un'onda luminosa primaria, ogni suo punto diventa a sua volta una sorgente di onde sferica secondarie. In generale questo fenomeno è associato alle tipiche figure di interferenza. Le particelle del preparato che diffrangono sono di dimensioni submicroscopiche, comprese fra 0,1 micrometro e 1 nanometro. Queste particelle, pur avendo dimensioni sotto la soglia di risoluzione del microscopio, appariranno come punti luminosi su sfondo buio, senza dettagli morfologici  (effetto Tyndall).

### Microscopio a fluorescenza
Di questo tipo di microscopio strutturalmente esisterebbero sistemi a luce trasmessa e riflessa, ma per motivi tecnici i primi sono stati relegati ad usi limitati ai campioni opachi. La maggior parte della produzione ed uso prevede sistemi ad epifluorescenza. Questo tipo di microscopio serve per osservare preparati naturalmente fluorescenti o legati con molecole fluorescenti o rese tali da particolari coloranti detti fluorocromi. Questi composti vanno selettivamente a legarsi con strutture cellulari definite.
La sorgente luminosa (alogena di alta potenza, lampada di Wood, lampada ad arco e scarica di gas e più recentemente diodi LED ad alta efficienza e laser), che trasmette radiazioni ultraviolette, o comunque di bassa lunghezza d'onda nel visibile, eccita il preparato generalmente dall'alto (sistemi ad epifluorescenza). Le componenti del preparato emettono luce di lunghezza d'onda maggiore di quella emessa dalla sorgente luminosa. Questo fenomeno è conosciuto come fluorescenza.
Attualmente gli utilizzi più diffusi prevedono l'utilizzo di anticorpi specifici, appositamente prodotti per andare a legarsi con determinate molecole nel campione (che rappresentano l'antigene) utilizzando fluoresceina, rodamina, ed altre simili molecole come fluorocromo legato all'anticorpo per renderlo appunto fluorescente e visibile. Nell'osservazione è fondamentale l'utilizzo corretto dei filtri ottici per selezionare la giusta lunghezza d'onda di eccitazione, la giusta lunghezza d'onda di emissione visibile, e l'arresto della radiazione ultravioletta che danneggerebbe l'occhio dell'osservatore. Gli obiettivi microscopici usati per questo tipo di osservazione non devono contenere lenti che presentino fenomeni di autofluorescenza (come spesso succede per quelli alla fluorite) e devono trasmettere l'ultravioletto (se in epifluorescenza, visto che l'illuminazione passa attraverso l'obiettivo), mentre il grado di correzione cromatico è poco influente sulla qualità dell'immagine, per cui vanno generalmente bene le ottiche acromatiche.
Il Vertico SMI combina infine la microscopia con la modulazione spaziale dell'illuminazione raggiungendo risoluzioni inferiori ai 10 nanometri (1 nanometro = 1 nm = 1 × 10−9 m)..

Super risoluzione di GFP con il microscopio Vertico SMI di Christoph Cremer
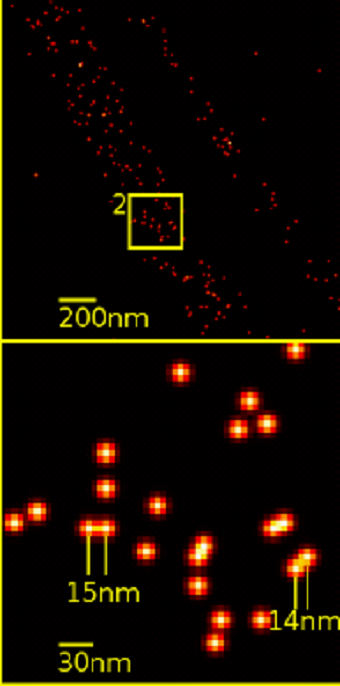
Localizzazione di YFP molecole in una cellula(15 nm distanza)SPDMphymod tecnologia
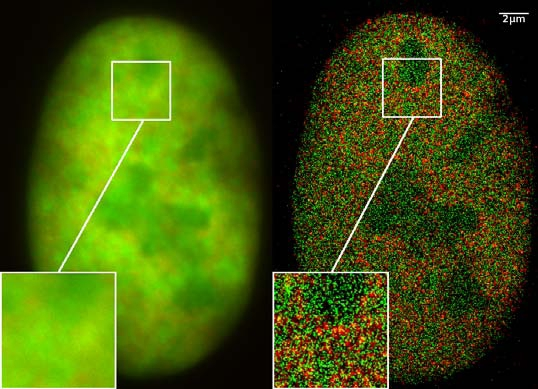
Colocalizzazione di GFP e RFP molecole (120.000 molecole) 2CLM tecnologia

### Microscopio confocale

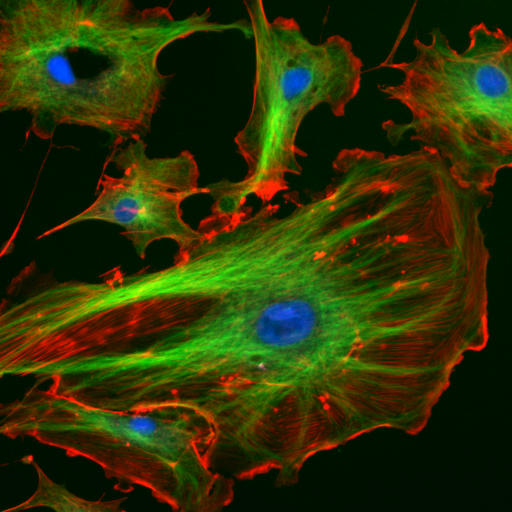
Immagine al confocale. La tubulina di alcune cellule di endotelio colorata in verde da anticorpi coniugati alla fluoresceina, la actina colorata da Texas red coniugato alla falloidina in rosso, ed il dna colorato in azzurro dal DAPI

Il microscopio confocale si basa su una tecnologia ottica volta ad accrescere sensibilmente la risoluzione spaziale del campione, eliminando gli aloni dovuti alla luce diffusa dai piani fuori fuoco del preparato.
Esistono diverse tecniche per ottenere questo risultato: a disco rotante (Nipkow disk), Programmable Array Microscopes (PAM), e laser. Quest'ultimo tipo, il più diffuso e denominato CLSM acronimo di Confocal Laser Scanning Microscope, è un evoluto microscopio a fluorescenza che permette di focalizzare con estrema precisione un laser sul preparato, aumentando notevolmente la risoluzione e la profondità di campo. La sua sorgente luminosa è costituita uno o più laser, generalmente a semiconduttore, per ogni diversa frequenza d'eccitazione. Il meccanismo di direzione del fascio luminoso viene gestito da sistemi computerizzati. Le immagini ottenute sincronizzando col fascio di eccitazione il dispositivo di relazione sono particolarmente definite e spettacolari e possono permettere di evidenziare in colori diversi le differenti molecole presenti nel preparato, permettendone di apprezzarne la tridimensionalità (esempio actina in rosso tubulina del citoscheletro in verde e DNA del nucleo in blu).

### Microscopio nell'ultravioletto
Il limite principale della microscopia ottica è la risoluzione massima, strettamente legata al fenomeno della diffrazione. Il criterio di Abbe limita la risoluzione massima a circa 0.5 λ/(n sin θ) per un sistema ottico avente apertura numerica n sin θ con luce di lunghezza d'onda λ. Per luce nello spettro visibile essa si attesta circa a 0,2 µm, dati i limiti teorici imposti dalla massima apertura numerica di una lente. Un sistema per superare il limite è spostarsi su lunghezze d'onda nello spettro dell'ultravioletto. Si riesce così ad incrementare notevolmente la risoluzione, ma lo sviluppo di questo strumento è stato limitato a causa dei problemi tecnici derivanti dalla dannosità della radiazione per gli organismi viventi, dalla non visibilità dell'ultravioletto (occorrono schermi fluorescenti o la fotografia dell'immagine), dalla necessità di usare ottiche in quarzo (trasparenti agli ultravioletti), soprattutto con l'avvento dei microscopi elettronici a basso costo .